# Gustaf Philip Creutz
Gustaf Philip Creutz (født maj 1731 i Finland, død 30. oktober 1785) var en svensk greve, digter og diplomat.
Creutz tilhørte en svensk-finsk familie af gammel adel, men da hans formuesomstændigheder ikke svarede til hans rang, måtte han bryde sig en bane som embedsmand. I Stockholm sluttede han venskab med en jævnaldrende, poetisk begavet adelsmand, grev Gustaf Fredrik Gyllenborg, og da disse to tiltrådte den kreds ("Tankebyggarorden") af litterært interesserede, der samledes om digterinden fru Nordenflycht, blev de snart tillige med hende hovedpersonerne i denne Sveriges første litterære salon. Utvivlsomt kom der en frugtbar samvirken i stand mellem hendes større lyriske kraft og deres kundskabsfylde og finere dannelse. Kredsen blev på denne tid ledende i Sveriges poesi, som den førte videre i retning af den franske smag, men med et mere forfinet aristokratisk præg end det foregående tidsrum. Allerede 1763 forlod Creutz Sverige; han udnævntes til gesandt i Spanien, senere i Paris, hvor han med sin indtagende personlighed vandt alles hjerter. Blandt hans omgangsfæller her var mænd som Necker og Turgot, d'Alembert og Buffon; Marmontel var hans fortrolige ven, og Voltaire beundrede ham. Efter sin hjemkomst 1783 blev han kancellipræsident (nominel udenrigsminister) hos Gustav III. 
Det var egentlig kun 1753-63, at Creutz helligede sig til digtekunsten. Af hans digtning, der var lige så fin og elskværdig som han selv, fremhæves det rimede episke digt Daphne, men især Atis och Camilla, et idyllisk epos på aleksandriner i 5 sange (1762), som skildrer kærligheden mellem den kække jæger Atis og Dianas præstinde, den skønne Camilla. Dette digt gjorde i sin tid lige så stor lykke som senere Frithiofs saga, ikke blot på grund af den fine skildring af kærlighedens opvågnen i de unge hjerter, men også for det ualmindelig skønne sprog. Under Creutz’ hænder blev den svenske aleksandriner det skønne, elegante og let flydende versemål, som dansk ikke har det ringeste sidestykke til. I Paris gjorde Creutz udkast til en opera, Rustan og Mirza, til hvis udarbejdelse hans sekretær, digteren Lidner, skulde yde ham nogen hjælp, men da han ved sin hjemkomst fandt, at Lidner havde tilegnet sig adskillige partier af den til sine egne værker, henlagde han den fuldstændig. Creutz’ digte blev udgivne sammen med Gyllenborgs Vitterhetsarbeten (1765), Atis och Camilla er udgivet flere gange, blandt andet 1902 med anmærkninger af Bernhard Risberg. Da det svenske Akademi 1835 lod præge en medaille over Creutz, skrev Franzén en minnesteckning i "Svenska Akademiens handlingar" (1836). I 2010 tegnedes hans billede i ord af Horace Engdahl i samme selskab, da Creutz fik en minnespenning ved Peter Linde.